# Тамарак
Тамарак (англ. Tamarac) — місто (англ. city) в США, в окрузі Бровард на південному сході штату Флорида, на узбережжі Атлантичного океану. Населення — 71 897 осіб (2020). Місто входить до агломерації Форт-Лодердейл-Помпано-Біч-Дірфілд-Біч з населенням 1766,476 тисяч осіб (2009 рік), що є підагломерацією Маямі-Форт-Лодердейл-Помпано-Біч з загальним населенням 5 547 051 особа (2009 рік).

Тамарак в округу Бровард та штаті Флорида

Тамарак є спланованим містом утвореним 1963 року й названого ззаду наперед назвою бізнесу «Кар-а-Мат», першого забудовника міста.

## Географія
Тамарак розташований за координатами 26°12′14″ пн. ш. 80°15′19″ зх. д. / 26.20389° пн. ш. 80.25528° зх. д. (26.203932, -80.255305).  За даними Бюро перепису населення США в 2010 році місто мало площу 31,32 км², з яких 30,09 км² — суходіл та 1,23 км² — водойми.

## Демографія

Тамарак в округу Бровард та штаті Флорида

Згідно з переписом 2010 року, у місті мешкало 60 427 осіб у 28 415 домогосподарствах у складі 16 025 родин. Густота населення становила 1930 осіб/км².  Було 32794 помешкання (1047/км²).
Расовий склад населення:
| - 67,2 % — білих - 23,1 % — чорних або афроамериканців - 2,5 % — азіатів - 0,2 % — корінних американців - 4,2 % — осіб інших рас |

До двох чи більше рас належало 2,8 %. Частка іспаномовних становила 24,3 % від усіх жителів.
За віковим діапазоном населення розподілялося таким чином: 16,7 % — особи молодші 18 років, 55,8 % — особи у віці 18—64 років, 27,5 % — особи у віці 65 років та старші. Медіана віку мешканця становила 47,1 року. На 100 осіб жіночої статі у місті припадало 80,3 чоловіків;  на 100 жінок у віці від 18 років та старших — 76,3 чоловіків також старших 18 років.
Середній дохід на одне домашнє господарство  становив 53 283 долари США (медіана — 43 235), а середній дохід на одну сім'ю — 62 321 долар (медіана — 51 526). Медіана доходів становила 40 900 доларів для чоловіків та 38 014 долари для жінок. За межею бідності перебувало 11,8 % осіб, у тому числі 14,6 % дітей у віці до 18 років та 11,3 % осіб у віці 65 років та старших.
Цивільне працевлаштоване населення становило 30 125 осіб. Основні галузі зайнятості: освіта, охорона здоров'я та соціальна допомога — 21,9 %, науковці, спеціалісти, менеджери — 14,5 %, роздрібна торгівля — 13,3 %.